# Hettingen

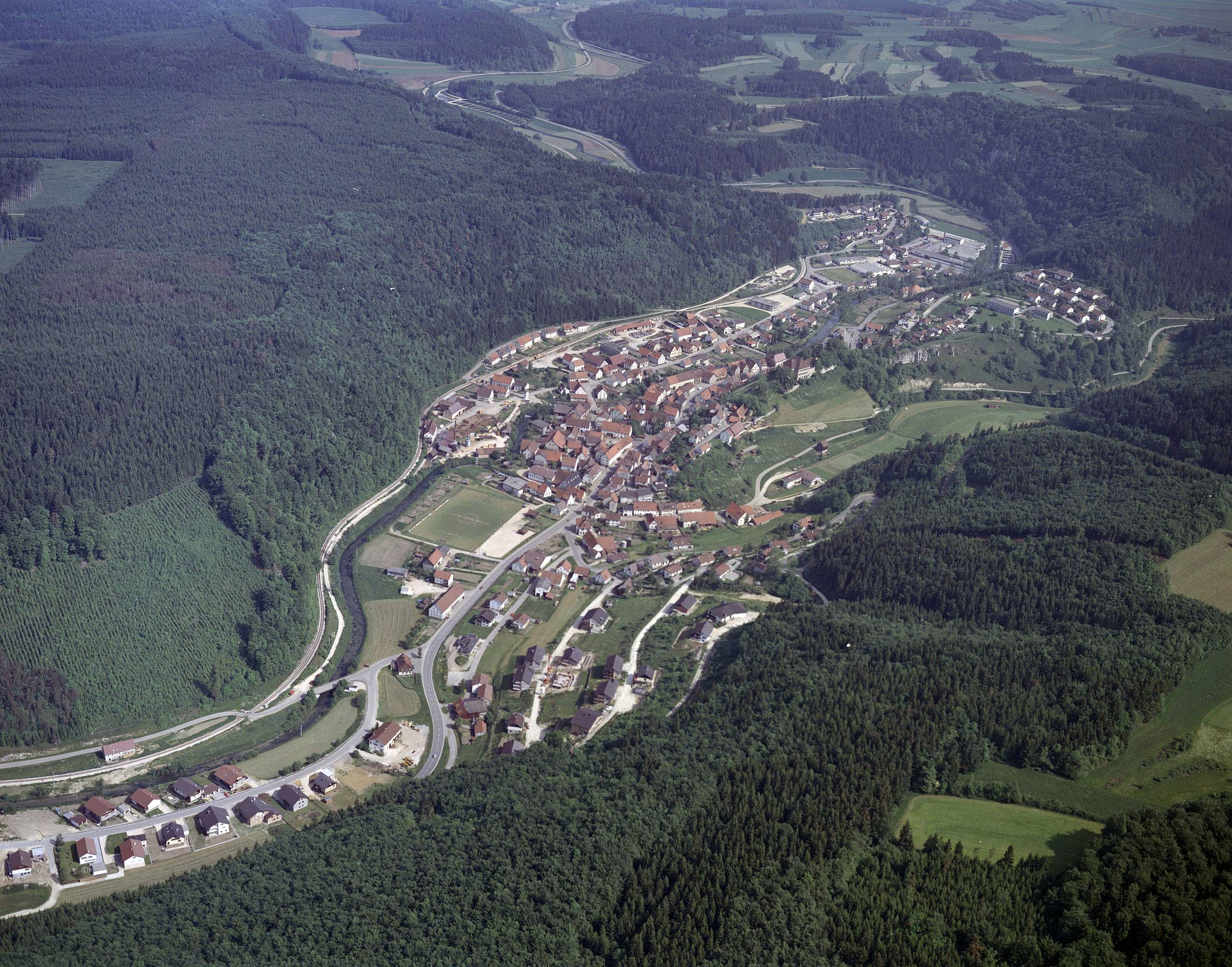
Hettingen (1985)

Hettingen ist eine Landstadt im Norden des Landkreises Sigmaringen in Baden-Württemberg. Mit einer Gesamteinwohnerzahl von 1861 Personen (Stand: 31. Dezember 2024) ist Hettingen die zweitkleinste Stadt Baden-Württembergs, die „Kernstadt“ selbst hat nur gut 800 Einwohner. Bis 2023 war Hettingen die kleinste Stadt des Landes, 2023 überholte es Widdern im Landkreis Heilbronn.

## Geographie

### Geographische Lage
Hettingen liegt im Südwesten der Schwäbischen Alb. Der Stadtteil Hettingen liegt im Tal der Lauchert in 630 bis 795 Meter Höhe. Der größere Stadtteil Inneringen liegt auf der Albhochfläche, der Signalstein „auf der Eck“ liegt bei 818,96 m ü. NN. Die Gemarkungsfläche umfasst rund 4606 Hektar (Stand: 31. Dezember 2010).

### Geologie
Inneringen liegt auf einer Formation des weißen Jura, und zwar der obersten Schicht der Zetakalke.

### Nachbargemeinden
Die Stadt Hettingen grenzt im Norden an Gammertingen, im Osten an Langenenslingen (Landkreis Biberach), im Süden an Veringenstadt sowie im Westen an Neufra.

### Stadtgliederung
Im Rahmen der Gemeindereform in Baden-Württemberg schloss sich die Stadt Hettingen zum 1. Januar 1975 mit der bis dato selbständigen Gemeinde Inneringen zusammen.
| Wappen     | Stadtteil             | Einwohner (Stand: 10. Nov. 2012) | Fläche (Stand: 31. Dez. 2010) | Fläche (Stand: 31. Dez. 2010) |
| ---------- | --------------------- | -------------------------------- | ----------------------------- | ----------------------------- |
| Hettingen  | Hettingen (Kernstadt) | 833                              | 1988 ha                       | 19.882.729 m²                 |
| Inneringen | Inneringen            | 992                              | 2617 ha                       | 26.174.151 m²                 |

Zur Stadt Hettingen gehören neben Hettingen und Inneringen noch der an der Gemeindeverbindungsstraße nach Harthausen a. d. Scher gelegene Weiler Stollbeck (früher zu Hettingen) sowie ein Teil des Weilers Pistre und das Gehöft Hohwieshof (beide früher zu Inneringen). Der nördlich der Landesstraße L 275 gelegene Teil des Weilers Pistre gehört zu Langenenslingen.  Die ehemalige Feriensiedlung Dullenberg ist heute einer der zwei Stadtteile von Hettingen.

### Schutzgebiete
Das westlich von Hettingen liegende Fehlatal wurde als Naturschutzgebiet ausgewiesen. Das Laucherttal gehört zum Landschaftsschutzgebiet Laucherttal mit Nebentälern. Zudem hat die Stadt Anteile am FFH-Gebiet Gebiete um das Laucherttal und am Vogelschutzgebiet Südwestalb und Oberes Donautal.
Hettingen gehört außerdem zum Naturpark Obere Donau.

## Geschichte

### Hettingen

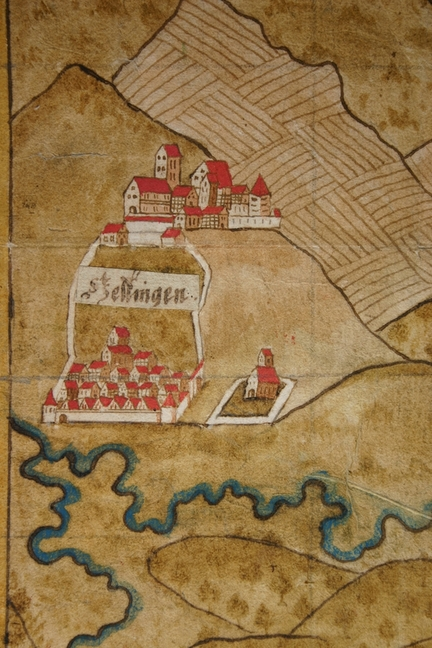
Burg und Stadt Hettingen von Südwesten mit Ummauerung (Ansicht von 1717)

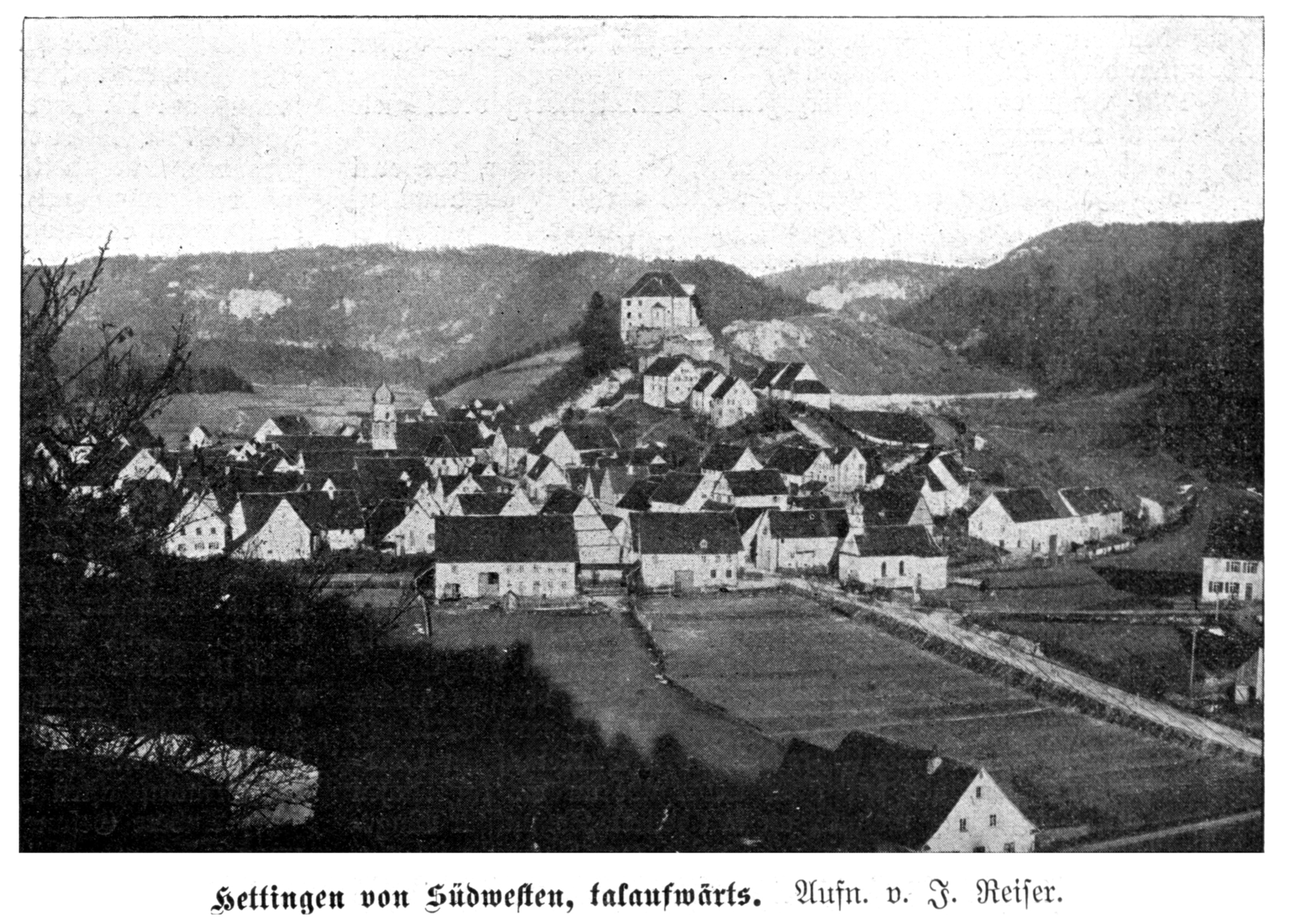
Hettingen von Südwesten, Anfang 20. Jahrhundert

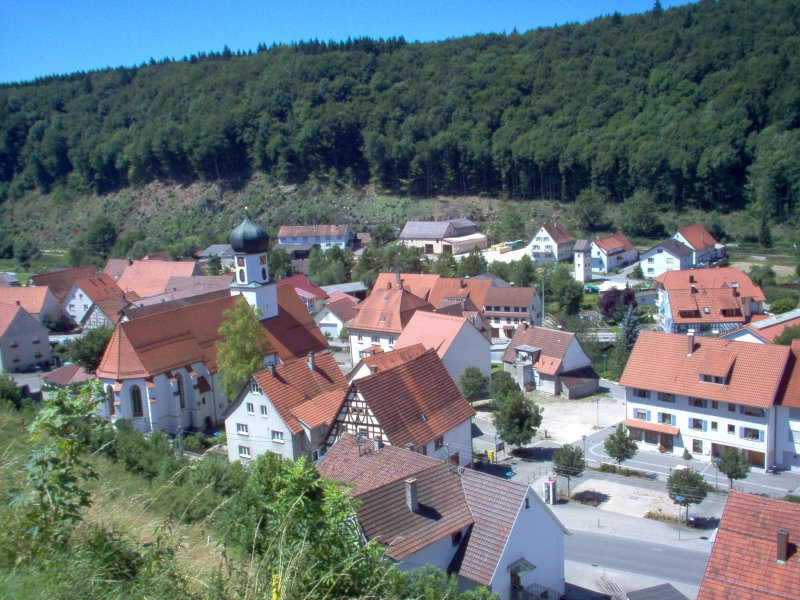
Blick auf Hettingen vom Schloss aus gesehen

Die alamannisch gegründete Siedlung wurde als „Hatingin“ 1135 in der Zwiefalter Chronik des Ortlieb erstmals genannt. Als erster Herrscher wurde Adalbert Graf von Heatingen genannt, der durch seinen Eintritt in das Kloster Zwiefalten erstmals erwähnt wurde. Auf ihn ist auch der Ortsname zurückzuführen. Sie gehörte im 11. Jahrhundert den Grafen von Achalm, später den Grafen von Veringen, die vermutlich die 1267 erwähnte Burg auf dem Bergrücken über dem Dorf erbauten. Im 13. Jahrhundert wurde von den Veringern unterhalb der Burg eine städtische Siedlung gegründet. Flügelmauern führten zur Lauchert, um dem Ort Schutz zu bieten. Die Stadt Hettingen wurde in regelmäßiger Bauweise entlang der Durchgangsstraße unmittelbar neben dem Dorf angelegt.
Mit der Herrschaft Gammertingen erwarben die Herren von Speth 1524 den Ort und bildeten bei der Teilung der Herrschaft 1599 aus den Orten Hettingen, Hermentingen und Kettenacker eine eigene Herrschaft. Die kleine Stadt fiel nach dem Ende der Speth´schen Herrschaft in dörfliche Verhältnisse zurück. 1720 wurde das Schloss erbaut, das bis ins 20. Jahrhundert im Besitz der Familie Speth blieb. Sie wurde 1827 mit allen Speth´schen Besitzungen von Hohenzollern-Sigmaringen aufgekauft.
1850 ging die Stadt wie ganz Hohenzollern-Sigmaringen als Teil der Hohenzollerischen Lande an Preußen. 1883 wurden die Stadtrechte aufgehoben und 1952 erneut verliehen.
Am 8. April 1909 war im Lokalteil der Hohenzollerischen Volks-Zeitung zu lesen, dass auf seinem Grundstück beim Schloss ein Hettinger Bürger Erde zu einem Neubau aushob und dabei ein gut patiniertes Bronzestück fand, das einen Fratzenkopf mit diabolischem Gesichtsausdruck darstellt. Die Annahme, dass das Stück römischer Abstammung sei, dürfte kaum zutreffen. Wahrscheinlich handelt es sich um ein aus dem alten Schloss stammendes Zierstück aus der Renaissancezeit.

### Inneringen
Auch Inneringen wurde erstmals 1135 in der Zwiefalter Chronik des Ortlieb genannt. Vom 13. Jahrhundert an werden die Herren von Schiltau als Ortsherren angesehen. Die Edlen von Schiltau waren ein Ministerialgeschlecht und standen teilweise auch im Dienst der Grafen von Veringen. 1355 ging Inneringen in den Besitz der Herren von Hohenfels-Jungingen über, 1367 an die Herren von Reischach, die den Ort bis 1418 behielten. Anschließend bis 1534 übten die Herren von Werdenberg die Herrschaft aus. Nach dem Aussterben dieses Geschlechts im Mannesstamm fiel Inneringen zusammen mit der Herrschaft Jungnau an den Grafen Friederich den Älteren von Fürstenberg, den Schwiegersohn des Grafen Christoph von Werdenberg.
Inneringen blieb bis 1806 unter fürstenbergischer Hoheit. In diesem Jahr erhielt das Haus Hohenzollern-Sigmaringen auf der Grundlage der Rheinbundakte die Landesherrschaft über die Herrschaft Jungnau mit Inneringen, verwaltungsmäßig blieb Inneringen jedoch bis zur Auflösung des Obervogteiamts in Jungnau 1840 bei der Herrschaft Fürstenberg. Am 24. August 1853, am Gedenktag des Heiligen Bartholomäus, um 15:30 Uhr, erlebte Inneringen eine verheerende Hagelkatastrophe. Bei den zu beobachtenden faust- bis kinderkopfgroßen Hagelkörnern gab es 19 verletzte Bewohner, darunter einen Schwerverletzten, hunderte toter Tiere. Ein Großteil der Ernte wurde vernichtet. Bei mehr als 210 Wohn- und Ökonomiegebäuden wurden die Dächer nahezu vollständig zerstört. Der am alten Kirchengebäude entstandene Schaden war so erheblich, dass das Gebäude im März 1861 abgerissen wurde. Noch heute werden am Jahrestag zum Eintreten des Unglücks alle Kirchenglocken geläutet, um der Katastrophe zu gedenken.
Am südlichen Ortsrand von Inneringen befand sich ab 1959 eine rund 15 Hektar umfassende militärische Einrichtung (Fort Black Jack). Sie war vermutlich während des Kalten Kriegs französische und später amerikanische Stellung von nuklearen Sprengköpfen. Die Friedensbewegung demonstrierte 1983 auch in Inneringen gegen den NATO-Doppelbeschluss und die mögliche Stationierung von Pershing-II-Raketen. 1983 wurde der Stützpunkt von den US-Streitkräften aufgegeben.

### Zusammenschluss
Am 1. Januar 1975 wurden die bis dahin selbstständigen Gemeinden Inneringen und Hettingen im Rahmen der Gemeindereform von Baden-Württemberg zusammengeschlossen. Dieser Zusammenschluss wurde zuvor durch einen Bürgerentscheid herbeigeführt.

### Einwohnerentwicklung
Zum Zeitpunkt der Gemeindereform hatten die beiden Stadtteile zusammen 1941 Einwohner, in den 1990er Jahren stieg die Einwohnerzahl bis auf 2110 Einwohner an. Vor allem aufgrund eines erheblichen Bevölkerungsrückgangs im Stadtteil Hettingen (von 1030 auf rund 850) ist die Stadt heute nach Langenburg im Landkreis Schwäbisch Hall die zweitkleinste Stadt des Bundeslandes Baden-Württemberg.:
| Jahr | Einwohner |
| ---- | --------- |
| 1961 | 1594      |
| 1970 | 1900      |
| 1975 | 1941      |
| 1991 | 2015      |
| 1996 | 2110      |
| 2005 | 1998      |
| 2010 | 1865      |
| 2015 | 1796      |
| 2020 | 1777      |

Von den 1594 Einwohnern im Jahr 1961 lebten 0812 in Hettingen und 782 in Inneringen.

Von den 1900 Einwohnern im Jahr 1970 lebten 1013 in Hettingen und 887 in Inneringen.

## Religionen
Sowohl Hettingen als auch Inneringen sind katholisch geprägt. In beiden Orten besteht eine katholische Kirchengemeinde mit dem Patrozinium des Hl. Martin, die zum früheren Bistum Konstanz gehörten. Der Hettinger Pfarrei war über Jahrhunderte das benachbarte Dorf Hermentingen als Filial zugeordnet, bis dies Anfang der 1990er Jahre aufgrund der politischen Zugehörigkeit von Hermentingen geändert wurde. Seither ist Hermentingen Filial von Veringenstadt.
Die Gemeinden gehören heute zum Dekanat Sigmaringen-Meßkirch der Erzdiözese Freiburg; sie bilden mit den benachbarten Kirchengemeinden St. Nikolaus in Veringenstadt, St. Michael in Veringendorf und der Filialkirchengemeinde St. Gallus in Hermentingen die Seelsorgeeinheit Veringen.
Die Einwohner evangelischer Konfession gehören der evangelischen Kirchengemeinde Gammertingen und damit der Evangelischen Landeskirche in Württemberg an.

## Politik

### Gemeinderat
Der Gemeinderat von Hettingen umfasst derzeit 12 ehrenamtliche gewählte Mitglieder, deren Amtszeit fünf Jahre beträgt, sowie den Bürgermeister als ebenfalls stimmberechtigten Vorsitzenden. Er wird nach dem Verfahren der unechten Teilortswahl gewählt, das den Ortsteilen jeweils eine bestimmte Anzahl an Vertretern im Gemeinderat garantiert: so sind sowohl für den Ortsteil Hettingen als auch für den Ortsteil Inneringen jeweils sechs Vertreter vorgesehen. Durch Ausgleichsmandate kann sich die Gesamtzahl an Sitzen jedoch verändern. Die letzte Wahl am 9. Juni 2024 führte bei einer Wahlbeteiligung von 72,5 % zu folgendem Ergebnis:
| Partei / Liste                       | Stimmenanteil | Sitze |
| Wahlgemeinschaft der Stadt Hettingen | 27,0 %        | 3     |
| Freie Wählerliste                    | 30,2 %        | 4     |
| Bürgerliste                          | 20,1 %        | 3     |
| Unabhängige Bürgerliste              | 22,7 %        | 3     |

### Bürgermeister
Bürgermeister ist seit dem 1. Mai 2024 Daniel Eiffler. Er wurde am 24. März 2024 mit 97,2 Prozent der Stimmen gewählt.
Bürgermeister von Hettingen
- bis 1974: Johann Knaus (CDU)

Bürgermeister von Inneringen
- 1905–1933: Josef Kempf
- 1933–1945: Wilhelm Fritz
- 1945–1948: Johann Georg Ott
- 1949–1974: Johann Georg Brandstetter

Bürgermeister der Stadt Hettingen nach dem Zusammenschluss mit Inneringen
- 1975–1999: Johannes Müller (CDU)
- 1999–2008: Stefan Bubeck (CDU)
- 2008–2011: Uwe Bühler (CDU)
- 2012–2024: Dagmar Kuster
- seit 2024: Daniel Eiffler

### Wappen
| Wappen der Stadt Hettingen | Blasonierung: „In gespaltenem Schild vorne in Grün ein aufgerichteter goldener (gelber) Löwe, hinten in Silber (Weiß) zwei verschlungene grüne Ringe übereinander.“ |
| Wappen der Stadt Hettingen | Wappenbegründung: Am 1. Januar 1975 wurde die Stadt Hettingen durch Vereinigung der gleichnamigen alten Stadt mit der Gemeinde Inneringen gebildet. Ihr vom Landratsamt Sigmaringen am 6. Oktober 1977 zusammen mit der Flagge verliehenes Wappen verbindet die Hauptfiguren der beiden Vorgängerwappen miteinander. Im grünen Schild des früheren Hettinger Wappens erschien der goldene Löwe unter einer goldenen Hirschstange. Dieses Schildbild ist in Stadtsiegeln seit 1463 belegt. Es dürfte wie das figurengleiche Wappen der Stadt Gammertingen zu deuten sein. Die verschlungenen Ringe sind das im Fleckensiegel seit 1799 belegte redende Ortszeichen von Inneringen, das später auch in das Wappen dieser ehemaligen Gemeinde gelangte. Seine Farben wurden wegen der heraldischen Farbregeln vertauscht. |

## Kultur und Sehenswürdigkeiten

### Museen

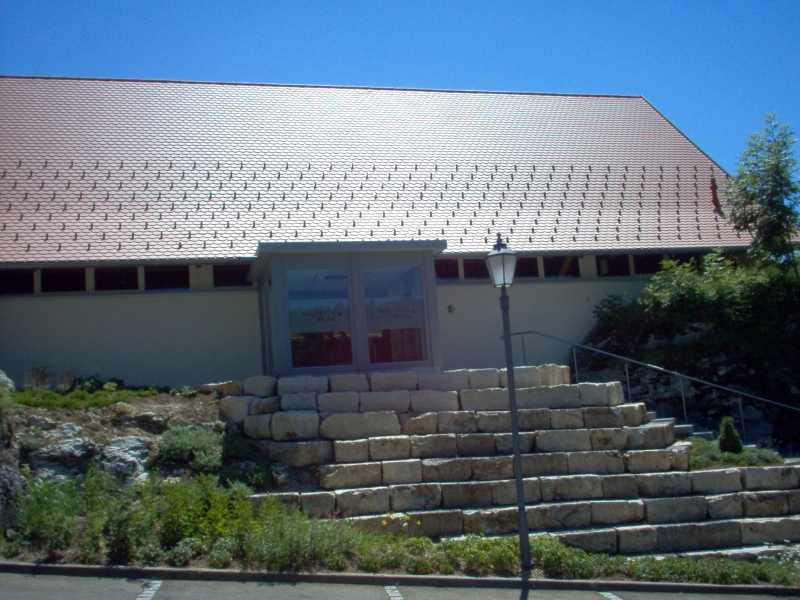
Fasnachtsmuseum Narrenburg

- Direkt neben dem Schloss gelegen befindet sich das Fastnachtsmuseum „Narrenburg“. Das Gebäude des Museums wurde auf den Resten der zum Schloss gehörenden Zehntscheuer erbaut, von welcher noch die Außenmauern vorhanden waren. Dort werden europäische Fastnachts-, Faschings- und Karnevalsbräuche vorgestellt. In der unteren Etage ist eine Ausstellung über die Fastnacht in der Region Alb-Lauchert zu sehen, darüber hinaus werden Sonderausstellungen zu verwandten Themen präsentiert.
- Im Hettinger Puppenmuseum gibt es Künstlerpuppen aus dem Jahr 1840 bis heute, Trachtenpuppen, Puppenwagen und -herde, Puppenhäuser und -stuben, Kaufmannsläden, Marionetten und alte Spiele zu entdecken. Zusätzlich sind Kinderbücher aus zwei Jahrhunderten, Spielsachen aus drei Jahrhunderten und Puppenstubenmöbel mit Einrichtungen zu sehen.[14]
- Gewandhaus Museum Inneringen

### Hettingen
Hettingen liegt an der Hohenzollernstraße und ist Teil der Ferienregion „Im Tal der Lauchert“.

#### Schloss Hettingen
Das Schloss Hettingen ist auf eine Burganlage aus dem 11. Jahrhundert zurückzuführen.

#### Katholische Pfarrkirche St. Martin

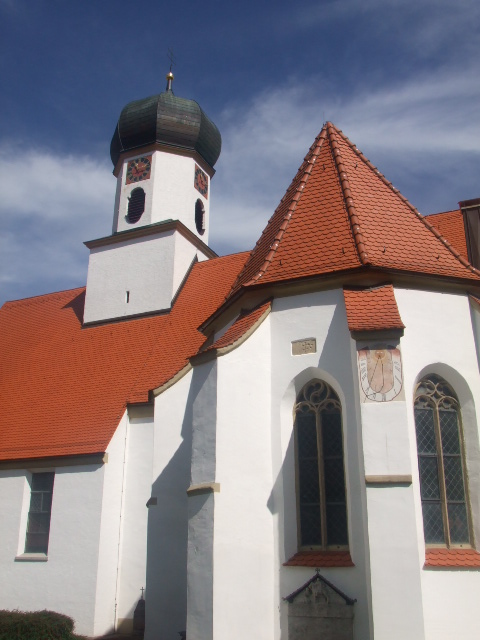
Pfarrkirche St. Martin, Hettingen

Die Hettinger Pfarrkirche wurde unter der Herrschaft des „Goldenen Ritters“ Hans Kaspar von Bubenhofen als Kollegiatkirche für ein herrschaftliches Kanonikerstift im spätgotischen Stil errichtet und im Jahre 1499 eingeweiht. Der Chor und die südlich angebaute Kapelle (Taufkapelle) sind mit Netzgewölben gedeckt, im Chor mit Blumenornamenten verziert. An der Nordwand des Chors steht ein filigranes, 8,5 Meter hohes Sakramentshaus aus Sandstein, das bis in das Deckengewölbe reicht und von einer Madonnenfigur gekrönt ist. Diese Steinmetzarbeit aus der Erbauungszeit der Kirche wurde vermutlich von Reutlinger Steinmetzmeistern gefertigt. Teile des ehemaligen steinernen Lettners, der den Chorraum vom Kirchenschiff trennte, finden sich als seitliche Emporen im Chorraum. Das Kirchenschiff wurde 1959 nach Westen erweitert, wobei der bisherige Vorhallenturm mit barocker Haube an seinem Standort verblieb und deshalb heute als Dachreiter aufsitzt. In der Weihnachtszeit wird die sehenswerte barocke Krippe von circa 1800 aufgestellt, deren Hauptfiguren aus Wachs gearbeitet sind. Die Krippe besitzt mehrere Bilder; gezeigt werden heute noch das Weihnachtsbild, die Anbetung der Heiligen Drei Könige sowie die Hochzeit zu Kana. Als weitere Ausstattungsstücke sind die spätgotische Madonnenfigur, das Wandfresko in der Taufkapelle (Mantelteilung des Hl. Martin, Stiftungsbild), der Taufstein mit bemaltem achteckigen Deckelaufsatz aus der Renaissancezeit und verschiedene Epitaphien im Chor und in der Taufkapelle erwähnenswert. Die im November 2010 geweihte Orgel (19 Register, 1186 Pfeifen) wurde von Orgelbaumeister Stefan Heiß aus Vöhringen geschaffen. Die Malereien aus dem 16. Jahrhundert werden Peter Strüb aus Veringenstadt zugeschrieben, die ebenfalls aus 16. Jahrhundert stammenden Grabdenkmäler der Herren von Speth sind Werke aus der Hand des Ulmer Bildhauers Hans Amann.

#### Sebastiankapelle
Die Sebastiankapelle wurde vor dem Nordtor von Hettingen 1612 erbaut. Die Kapelle stand ursprünglich im Unterdorf und wurde an den jetzigen Platz versetzt. Die Wände der Kapelle sind mit Fresken des 17. und 19. Jahrhunderts geschmückt. Die Muttergottes auf der Mondsichel von 1490 ist ein Werk des Meisters von Illerzell.

#### Marienkapelle
Die im Jahr 1570 erbaute und im 18. Jahrhundert barockisierte Marienkapelle befindet sich wie die Pfarrkirche direkt an der Hauptstraße, am Beginn des Hettinger Tals, eines trockenen Seitentals des Laucherttals. Raumprägend ist die Bemalung des Chorraums, die mit den Mitteln der Scheinarchitektur einen barocken Altaraufbau darstellt. Die Kapelle verfügt über eine Muttergottes des 15. Jahrhunderts und ein kleines Orgelpositiv mit vier Registern, das im Kern aus der Barockzeit stammt; die Pfeifen sind neueren Ursprungs. Das Instrument wurde von der Orgelbauwerkstätte Weigle im Jahre 1945 restauriert.

#### Kleindenkmale
Auf dem Gebiet der Stadt Hettingen befinden sich viele Kleindenkmale, unter anderem:
- Links an der Straße nach Hermentingen liegend befand sich ein Steinkreuz mit abgebrochenem Schaft (1970), Wappenschild im Relief (von Bubenhofen), dem Zweikampf zwischen Adligen gewidmet.[16][17]

### Inneringen

#### Sakralbauten

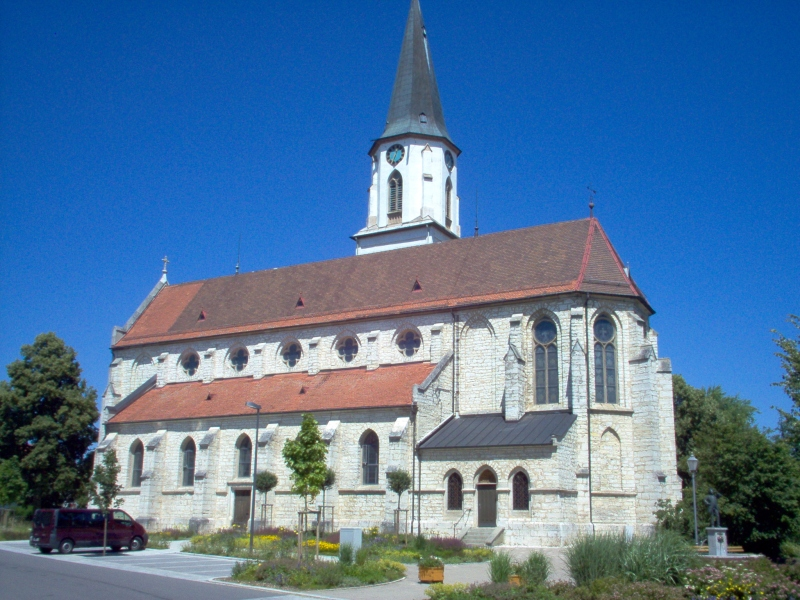
Pfarrkirche St. Martin, Inneringen

- Die Pfarrkirche St. Martin in Inneringen ist ein neugotischer Kirchenbau von 1861. Der Turmschaft stammt noch aus dem Mittelalter. Im Jahr 2012 wurde die vom Esslinger Orgelbauer Wilhelm Blessing im Jahr 1865 gebaute Orgel des Gotteshauses durch die Firma Orgelbau Vleugels aus Hardheim[18] grundlegend saniert und in ihren ursprünglichen technischen Zustand versetzt.[19]
- Die Kreuzkapelle stammt ursprünglich aus dem 15. Jahrhundert und wurde im 18. Jahrhundert verändert. Die Kreuzigungsgruppe stammt als einziges noch aus dem 15. Jahrhundert.
- Die Kapelle Maria Nötenwang liegt rund einen Kilometer außerhalb des Ortskerns an dem Fahrweg Richtung Egelfingen im Wald.
- Richtung Westen, auf einer kleinen Erhöhung, steht die barocke Dreifaltigkeitskapelle, im Volksmund Bergkäppele genannt. Die kreisrunde Kapelle soll aus einem römischen Wachturm entstanden sein. Vor dem Gebäude wurde 2007 ein Rosengarten angelegt.

#### Wasserturm

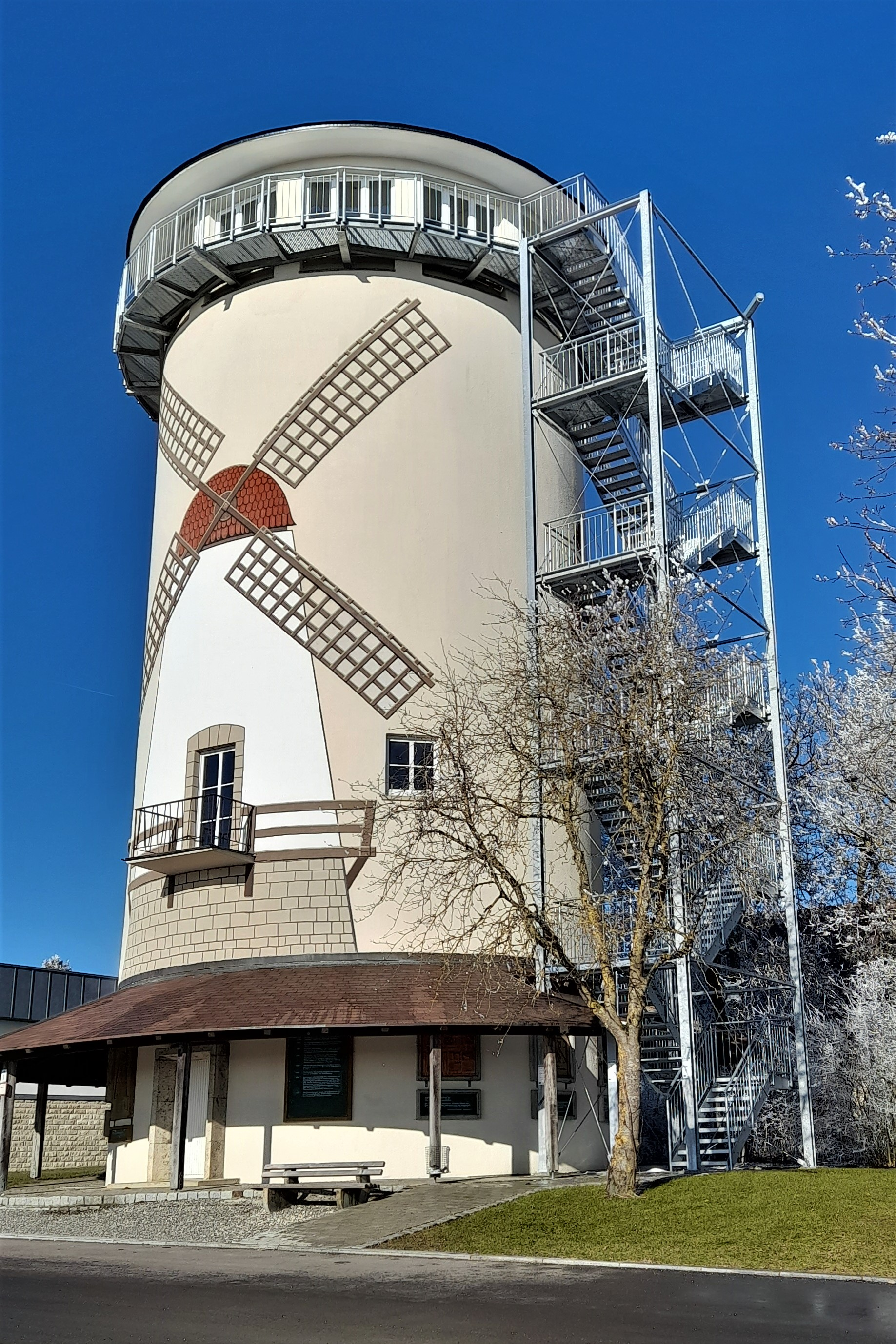
Wasserturm Inneringen

Der 21,5 Meter hohe Wasserturm ist das Wahrzeichen von Inneringen. Der Zweckverband Wasserversorgung Mittlere Lauchert hat ihn zur Verbesserung der Wasserversorgung in den Albgemeinden Inneringen, Egelfingen, Emerfeld, Billafingen und Hochberg 1957 in Stahlbetonbauweise errichtet.
1978 wurde er mit heimatgeschichtlichen Bildtafeln als Stätte der Heimatgeschichte und Erholung federführend vom Obst-, Landschafts- und Gartenbauverein gestaltet. Auf der Außenfassade wurde eine große Windmühle aufgezeichnet, welche an die 1868 in Inneringen errichtete und bis dato einzige Windmühle in Südwürttemberg-Hohenzollern erinnern soll. Als das Gebäude 2002 vom Zerfall bedroht war, wurde es restauriert. Seit Juni 2024 verfügt das Gebäude über eine Aussichtsplattform, die über eine Außentreppe frei zugänglich ist, und von der aus man an klaren Tagen die Alpen auf mehreren hundert Kilometer Breite sehen kann.

### Naturdenkmale
Auf Hettinger Gemarkung findet sich das Kachelstüble und der Teufelstorfelsen (in Richtung Gammertingen). Es handelt sich dabei um einen frei zugänglichen Jurafelsen mit torartigem Durchbruch mit Aussicht auf das Laucherttal.

### Sport
Wintersport kann in Hettingen auf dem Skihang hinter dem Schloss betrieben werden. Der Laiernberglift, ein Schlepplift, bedient eine flutlichtbeleuchtete Piste mit einer Länge von 300 Metern. Gebaut wurde die Anlage Anfang der 1980er Jahre. Später kam eine Blockhütte mit Gastwirtschaft und Schuppen hinzu. Der Skilift ist heute die wichtigste Einnahmequelle das TSV Hettingen. Beim Skilift gibt es einen Hang zum Rodeln.

### Vereine
Es gibt insgesamt 35 Vereine und Organisationen.

### Regelmäßige Veranstaltungen
- In Hettingen und Inneringen genießt die Fasnet einen hohen Stellenwert. Im Teilort Inneringen tagt das hohle Kolrabengericht, dessen Delinquenten in der Kohlrabenmühle „verhäckselt“ werden.[26]

## Wirtschaft und Infrastruktur

### Verkehr

#### Bus- und Bahnverkehr
Der Öffentliche Nahverkehr wird durch den Verkehrsverbund Neckar-Alb-Donau (NALDO) gewährleistet. Die Gemeinde befindet sich in der Wabe 442.
Hettingen liegt an der Bahnstrecke Engstingen–Sigmaringen der Hohenzollerischen Landesbahn.

#### Radverkehr
Hettingen liegt am Hohenzollern-Radweg, einem Fernradweg, der vom Bodensee über die hohenzollerischen Städte Sigmaringen und Hechingen nach Weinstadt im Rems-Murr-Kreis führt. Dabei verläuft er vom Sigmaringer Ortsteil Jungnau über Veringenstadt nach Hettingen und weiter nach Gammertingen.

### Bildung
Seit dem Schuljahr 2013/2014 gibt es für Hettingen und Inneringen eine gemeinsame Grundschule in Hettingen; zuvor gab es in jedem Ortsteil eine Grundschule, die aber bereits in den Jahren vor der Zusammenlegung wegen des Rückgangs der Schülerzahlen kooperiert haben. Die Schule sowie die Kindergärten in Inneringen und Hettingen sind im Modellprojekt „Bildungshaus 3-10“ eingebunden. Die für die Einwohner Hettingens zuständigen weiterführenden Schulen liegen in Gammertingen und Sigmaringen.

### Ansässige Unternehmen
In Hettingen sind mehrere metallverarbeitende Betriebe ansässig, größter Arbeitgeber mit 475 Arbeitsplätzen (Stand: Januar 2015) ist das 1955 hier angesiedelte Unternehmen Trumpf.

### Windkraft
Der Regionalverband Bodensee-Oberschwaben hat mit dem Standort Inneringen eines von nur drei Vorranggebieten im Teilregionalplan Windenergie aus dem Jahr 2006 für bedeutsame Windkraftanlagen ausgewiesen.

## Persönlichkeiten

### Ehrenbürger
- 2010: Berthold Leibinger (1930–2018), Unternehmer und Professor[30]

### Söhne und Töchter der Stadt
- Joseph Sprißler (1795–1879), wuchs in Inneringen auf und studierte Theologie. Bereits im Priesterseminar zu Meersburg begeisterte er sich für Einheit, Recht und Freiheit, wie auch für kirchliche Reformen. In den Jahren 1821 bis 1834 war er der erste selbstständige Pfarrer in Veringenstadt, das vorher Filial von Veringendorf war. 1848 war er Abgeordneter in der Paulskirche zu Frankfurt. Wegen seiner politischen Aktivitäten verlor er schließlich sein Priesteramt.[31]
- Karl Anton Maier (1910–1971), Landrat des Landkreises Saulgau
- Andreas Knapp (* 1958), Ordensmann, Priester und Dichter

### Personen in Verbindung mit Hettingen
- Thomas Sprißler (* 1966), Kommunalpolitiker, seit 21. Februar 2008 Oberbürgermeister von Herrenberg

### Persönlichkeiten, die vor Ort gewirkt haben
- Antonie Teufel, seit 1998 Trägerin der Verdienstmedaille des Landes Baden-Württemberg, wohnhaft in Inneringen.
- Ilse Wolf, in Inneringen lebende Künstlerin (Hinterglasmalerei)[32]